# Michail Ryžov
Michail Michajlovič Ryžov (in russo Михаил Михайлович Рыжов?; 17 dicembre 1991) è un marciatore russo.

## Palmarès
| Anno | Manifestazione | Sede     | Evento       | Risultato | Prestazione | Note                          |
| ---- | -------------- | -------- | ------------ | --------- | ----------- | ----------------------------- |
| 2011 | Universiadi    | Shenzhen | Marcia 20 km | Argento   | 1h24'26"    |                               |
| 2013 | Mondiali       | Mosca    | Marcia 50 km | Argento   | 3h38'58"    | Miglior prestazione personale |
| 2014 | Europei        | Zurigo   | Marcia 50 km | 4º        | 3h39'07"    |                               |